# Château-Rouge
Château-Rouge (fràncic lorenès Roudendroff) és un municipi francès situat al departament del Mosel·la i a la regió del Gran Est. L'any 2007 tenia 226 habitants.

## Demografia

### Població
El 2007 la població de fet de Château-Rouge era de 226 persones. Hi havia 85 famílies, de les quals 16 eren unipersonals (4 homes vivint sols i 12 dones vivint soles), 12 parelles sense fills, 41 parelles amb fills i 16 famílies monoparentals amb fills.
La població ha evolucionat segons el següent gràfic:
Habitants censats

### Habitatges
El 2007 hi havia 92 habitatges, 84 eren l'habitatge principal de la família, 5 eren segones residències i 2 estaven desocupats. 86 eren cases i 5 eren apartaments. Dels 84 habitatges principals, 78 estaven ocupats pels seus propietaris, 5 estaven llogats i ocupats pels llogaters i 1 estava cedit a títol gratuït; 8 tenien tres cambres, 7 en tenien quatre i 69 en tenien cinc o més. 74 habitatges disposaven pel capbaix d'una plaça de pàrquing. A 30 habitatges hi havia un automòbil i a 48 n'hi havia dos o més.

### Piràmide de població
La piràmide de població per edats i sexe el 2009 era:
| Homes | Edats   | Dones |
| ----- | ------- | ----- |
| 0     | 95 o +  | 0     |
| 0     | 90 a 94 | 0     |
| 4     | 85 a 89 | 0     |
| 0     | 80 a 84 | 8     |
| 0     | 75 a 79 | 0     |
| 0     | 70 a 74 | 4     |
| 0     | 65 a 69 | 4     |
| 8     | 60 a 64 | 4     |
| 4     | 55 a 59 | 4     |
| 4     | 50 a 54 | 4     |
| 8     | 45 a 49 | 12    |
| 8     | 40 a 44 | 0     |
| 8     | 35 a 39 | 12    |
| 8     | 30 a 34 | 16    |
| 12    | 25 a 29 | 4     |
| 4     | 20 a 24 | 0     |
| 4     | 15 a 19 | 12    |
| 4     | 10 a 14 | 4     |
| 8     | 5 a 9   | 0     |
| 8     | 0 a 4   | 8     |

## Economia
El 2007 la població en edat de treballar era de 151 persones, 108 eren actives i 43 eren inactives. De les 108 persones actives 99 estaven ocupades (58 homes i 41 dones) i 9 estaven aturades (3 homes i 6 dones). De les 43 persones inactives 8 estaven jubilades, 19 estaven estudiant i 16 estaven classificades com a «altres inactius».

### Ingressos
El 2009 a Château-Rouge hi havia 79 unitats fiscals que integraven 218 persones, la mediana anual d'ingressos fiscals per persona era de 21.595 €.

### Activitats econòmiques
Dels 5 establiments que hi havia el 2007, 2 eren d'empreses de construcció, 2 d'empreses de comerç i reparació d'automòbils i 1 d'una empresa de transport.
Els 2 serveis als particulars que hi havia el 2009 eren fusteries.

## Equipaments sanitaris i escolars
El 2009 hi havia una escola elemental integrada dins d'un grup escolar amb les comunes properes formant una escola dispersa.

## Poblacions més properes
El següent diagrama mostra les poblacions més properes.